# Music Box Ukraine
Music Box Ukraine — украинский музыкальный телеканал, входящий в международную сеть "Music Box Group". Телеканал вещает через спутник Astra 4A и доступен для абонентов большинства кабельных операторов страны. Music Box позиционирует себя как телеканал актуальной танцевальной музыки.

## История
Телеканал начал вещание в 2007 году. С момента запуска в эфире телеканала ротируются и украинские, и зарубежные видеоклипы.
В 2009 году начинает вещать на спутнике «Amos 2», таким образом расширив техническое покрытие на территорию практически всей Европы, а также Ближний Восток.
В 2012 году телеканал запустил ряд программ собственного производства — хит-парады «Top 15» и «Top Dance Chart», новости шоу-бизнеса «Music Box News», программу музыкальных новинок «Fresh» и телеафишу «Музпрогноз».
С 1 сентября 2015 года телеканал начал вещание в формате высокой четкости HDTV.
В ноябре 2016 года телеканал начал вещание в кабельных сетях Польши.
До 2017 году неотъемлемой частью эфира была интерактивность — возможность заказа любимых клипов в ежедневных интерактивных программах, а также общения с виджеями в sms-чате телеканала. Но с 2017 года телеканал отказался от данного вида услуг в эфире.
10 мая 2022 года телеканал приостановил вещание из-за финансовых трудностей в связи с вторжением России в Украину.